# Championnat du Congo de football 1986
Navigation
Saison précédente Saison suivante
La saison 1986 du Championnat du Congo de football est la vingt-quatrième édition de la première division congolaise, la MTN Ligue 1. Les douze équipes sont regroupées au sein d'une poule unique, où chaque équipe affronte tous les adversaires de sa poule deux fois, à domicile et à l'extérieur. En fin de saison, le dernier du classement est relégué tandis que l'avant-dernier doit disputer un barrage de promotion-relégation face au 2e de D2.
C’est le club du Patronage Sainte-Anne, qui remporte la compétition, après avoir terminé en tête du classement final, ne devançant les Diables noirs de Brazzaville qu'à la différence de buts. C’est le second titre de champion du Congo de l’histoire du club après celui remporté en 1969.

## Les clubs participants
| - Diables noirs de Brazzaville - Inter Club Brazzaville - Étoile du Congo - CARA Brazzaville - Kotoko Mfoa - EPB Pointe-Noire - Promu de D2 | - Elecsport Bouansa - Petrosport Pointe-Noire - AS Cheminots Pointe-Noire - Patronage Sainte-Anne - Vita Club Mokanda - Telesport Brazzaville |

## Compétition

### Classement
Le barème utilisé pour établir le classement est le suivant :
- Victoire : 2 points
- Match nul : 1 point
- Défaite, forfait ou abandon : 0 point

| Rang | Équipe                       | Pts | J  | G | N | P | Bp | Bc | Diff |
| ---- | ---------------------------- | --- | -- | - | - | - | -- | -- | ---- |
| 1    | Patronage Sainte-Anne        | 27  | 22 |   |   |   |    |    |      |
| 2    | Diables noirs de Brazzaville | 27  | 22 |   |   |   |    |    |      |
| 3    | Inter Club                   | 25  | 22 |   |   |   |    |    |      |
| 4    | CARA BrazzavilleC            | 24  | 22 |   |   |   |    |    |      |
| 5    | Étoile du CongoT             | 23  | 22 |   |   |   |    |    |      |
| 6    | Kotoko Mfoa                  | 23  | 22 |   |   |   |    |    |      |
| 7    | Petrosport Pointe-Noire      | 23  | 22 |   |   |   |    |    |      |
| 8    | AS Cheminots Pointe-Noire    | 22  | 22 |   |   |   |    |    |      |
| 9    | Elecsport BouansaP           | 22  | 22 |   |   |   |    |    |      |
| 10   | EPB Pointe-Noire             | 18  | 22 |   |   |   |    |    |      |
| 11   | Telesport Brazzaville        | 15  | 22 |   |   |   |    |    |      |
| 12   | Vita Club Mokanda            | 15  | 22 |   |   |   |    |    |      |

|  | Champion du Congo 1986                                                                |
|  | Participation au barrage de promotion-relégation                                      |
|  | Relégation directe en deuxième division                                               |
|  | T : Tenant du titre C : Vainqueur de la Coupe du Congo P : Promu de deuxième division |

### Matchs

#### Barrage de promotion-relégation
| Équipe 1             | Résultat | Équipe 2              |
| -------------------- | -------- | --------------------- |
| Sucosport Nkayi (D2) | -        | Telesport Brazzaville |

- Sucosport Nkayi prend la place du Telesport Brazzaville au sein du championnat.

## Bilan de la saison
| Championnat du Congo de football 1986 |                                  |
| Champion                              | Patronage Sainte-Anne (2e titre) |
| Coupes et trophées                    |                                  |
| Vainqueur de la Coupe du Congo 1986   | CARA Brazzaville                 |
| Promotions et relégations             |                                  |
| Promus en MTN Ligue 1                 | Sucosport Nkayi                  |
| Promus en MTN Ligue 1                 | Kronembourg FC                   |
| Relégués en MTN Ligue 2               | Vita Club Mokanda                |
| Relégués en MTN Ligue 2               | Telesport Brazzaville            |